# 全開女孩
《全開女孩》（日语：全開ガール，官方譯全力女孩）是日本富士電視台的電視劇，於2011年7月11日至9月19日間在月九時段播出。此為新垣結衣首次擔綱月九劇的演出。

## 概要
本剧于2011年6月13日举行开机仪式，正式开始拍摄工作；新垣结衣显示了十足干劲说：“和各种各样的人相遇，万万没有想到的陷入育儿的恶战苦斗中样子，也要努力能让大家觉得心情愉快有所期待。”而事實上，本劇「全開」的意思，就是指幹勁十足，就好像機器節流閥全開了一樣。在劇中，新垣结衣首次挑战主演律師。

## 劇情簡介
鮎川若葉（新垣結衣 飾）是一名事業心十足，充滿野心，目標是成為活躍於世界舞台的國際大律師的新人律師。不料一进入律师界即体验到“现实与梦想的巨大差距”，鮎川受上司櫻川昇子（藥師丸博子 飾）所托，要求幫她照顧其5岁的小女兒。從此原本非常不喜歡照顧小孩的鮎川不得不為了照顧所長的女兒而四處奔波。在保育園中，鮎川遇到了無學歷、無財產、無前途，而且離過一次婚，留下一個孩子要撫養的普通定食屋料理師山田草太（錦戶亮 飾）。為照顧孩子而苦惱的兩人，逐漸產生感情。

## 登場人物

### 主要角色
- 鮎川若葉（24） - 新垣結衣（幼少時代：柳町夏花）（香港配音：林元春）-主演

1987年出生，出生時的體重為2705克。年輕貌美工作能力一等一，但卻陰錯陽差下淪為事務所所長女兒的褓姆。
- 山田草太（27） - 錦戶亮（香港配音：何承駿）

育兒男，定食屋「ル 佐藤」的廚師。被若葉稱為「球潮蟲」。去法國修業的一年後回來，在原址把店名「ル 佐藤」改成日語發音相近的「Le Château」。

### 鮫島櫻川法律事務所
- 櫻川昇子（46） - 藥師丸博子（香港配音：曾佩儀）

鮫島櫻川法律事務所的所長，若葉上司。
- 汐田微子（24） - 蓮佛美沙子（香港配音：余欣沛）

昇子的秘書，喜歡草太。
- 新堂響一（31） - 平山浩行（香港配音：雷霆）

鮫島櫻川法律事務所的大牌律師。多金帥氣，深受若葉的注意。
- 九條實夏（30） - 青山倫子（日语：青山倫子）（香港配音：朱妙蘭）

鮫島櫻川法律事務所的律師。最後跟佐間男結婚。
- 莫里斯·佐古田（45） - 佐藤二朗（香港配音：陳永信）

鮫島櫻川法律事務所的中堅律師。

### 三葉之森幼稚園
- 櫻川日向（5） - 谷花音（香港配音：陳皓宜）

櫻川昇子的女兒，因母親工作的關係養成個性早熟，但也有小女孩般的一面。喜歡哭太郎。
- 山田笑太郎（哭太郎）（5） - 高木星來（香港配音：成瑤孆）

草太的養子，因為以前常常很容易就嗚嗚啜泣，而被取為「哭太郎」的綽號。他是草太的前妻梨梨香帶來的孩子，與草太沒有血緣關係。不過哭太郎還是叫他「爸爸」。
- 林小鳩（1） - 井口瑚子

林佐間男的孩子。
- 矮雞二世（5） - 青木勁都（香港配音：伍秀霞）

雞井宏的孩子。
- 西野鐵平（5） - 黑田博之（日语：黒田博之）（香港配音：謝潔貞）

西野健太郎的孩子。
- 花村仁（46） - 竹內力（日语：竹内力）（香港配音：葉振聲）

三葉之森幼稚園的園長。
- 花村麗（25） - 皆藤愛子（香港配音：陳琴雲）

花村仁的女兒。三葉之森幼稚園的保育員。

### 定食屋「勒·佐藤」
若葉把此店的招牌給聽錯成「勒·城堡」（ル・シャトー）的定食屋。原本看板上是寫作「啤酒 佐藤」（ビール 佐藤），但看板的一部剝落而只能看見成「勒·佐藤」（ル 佐藤）的方式呈現。
- 西野健太郎（28） - 鈴木亮平（香港配音：黃啟昌）

草太的育兒朋友。告訴若葉接吻不是膚淺的事情，並告訴若葉說他奶奶說過戀愛的ABC是很重要的。「勒·佐藤」的常客。
- 雞井宏（36）/矮雞 - 皆川猿時（香港配音：蕭徽勇）

草太的育兒朋友。「勒·佐藤」的常客。
- 林佐間男（34） - 荒川良良（香港配音：伍博民）

劇團演員。草太的育兒朋友。「勒·佐藤」的常客。曾向麗示愛但被拒，後轉而追求實夏，最後與實夏結婚。
- 店主 - 菅登未男（日语：菅登未男）（香港配音：陳曙光）

「勒·佐藤」的店長，是個有些許年紀的老先生。
- 常客 - 田中護（日语：田中護）、藏内秀樹（日语：藏内秀樹）

### 其他
- 鮎川久男 - 神戶浩（日语：神戸浩）（香港配音：黃子敬）

若葉的父親。
- 鷲津 - 小澤仁志（日语：沢仁志）（香港配音：陳永信）

鷲津金融老闆。
- 梨梨香[註 2] - 淺見麗奈（第5-7、10-11話）（香港配音：曾秀清）

哭太郎的母親，草太的前妻。
- 響一的母親 - 奈美悅子（日语：奈美悦子）（第5、8話）（香港配音：林丹鳳）

著名的音樂家。
- 響一的父親 - 藤田宗久（日语：藤田宗久）（第8話）（香港配音：招世亮）

## 製作團隊
- 腳本：吉田智子
- 製作人：若松央樹
- 導演：武內英樹、川村泰祐、谷村政樹
- 製作：富士電視台

## 音樂
- 主題曲：Every Little Thing 「戀愛女孩（アイガアル）」
- 插曲：關西傑尼斯8「一次又一次的戀愛（ツブサニコイ）」

## 各集列表
| 各集                                                           | 播放時間      | 日文標題 | 中文標題                                     | 導演     | 收視率 | 備註       |
| -------------------------------------------------------------- | ------------- | -------- | -------------------------------------------- | -------- | ------ | ---------- |
| 第1集                                                          | 2011年7月11日 |          | 證明給你們看，即使接吻了也不代表什麼！       | 武內英樹 | 14.6%  | 延長15分鐘 |
| 第2集                                                          | 2011年7月18日 |          | KISS什麼的我絕對不記得！                     | 武內英樹 | 9.8%   |            |
| 第3集                                                          | 2011年7月25日 |          | 靠這消去那令人厭惡的接吻回憶                 | 谷村政樹 | 12.7%  |            |
| 第4集                                                          | 2011年8月1日  |          | 對我而言你是個災難！                         | 川村泰祐 | 11.9%  |            |
| 第5集                                                          | 2011年8月8日  |          | 這是我真實的感覺？原來我喜歡的人是           | 谷村政樹 | 11.8%  |            |
| 第6集                                                          | 2011年8月15日 |          | 勇往直前的正面突破！人生的初次告白           | 關野宗紀 | 12.5%  |            |
| 第7集                                                          | 2011年8月22日 |          | 我不是好人也不是育兒男，只是個狡猾的大人     | 川村泰祐 | 13.1%  |            |
| 第8集                                                          | 2011年8月29日 |          | 對父親的思念而流淚！現在就好，請讓我這樣靠著 | 武内英樹 | 10.7%  |            |
| 第9集                                                          | 2011年9月5日  |          | 你的存在阻礙了她的未來！                     | 川村泰祐 | 12.4%  |            |
| 第10集                                                         | 2011年9月12日 |          | 分道揚鑣的兩人！為何卻淚如雨下               | 谷村政樹 | 12.8%  |            |
| 大結局                                                         | 2011年9月19日 |          | 感動的結局！勇敢面對軟弱的自己               | 武内英樹 | 12.6%  |            |
| 平均收視率：12.30%（收視率為關東地區，Video Research公司調查） |               |          |                                              |          |        |            |

## 腳註
1. ↑  此蟲在原文日語寫作「ダンゴムシ」（団子虫），中文的意思是「球潮蟲」，這與「糞虫」的常用中文稱呼「糞金龜」是不同種類的蟲，「糞金龜」亦可稱呼為「推糞蟲」但此稱呼並不常用，它與「球潮蟲」也長相不同，緯來把這兩蟲給搞錯了
2. ↑  リリカ是在日本常用的女性名，漢字常寫作「梨梨香」

## 外部連結
- 富士電視台官網 （日語）
- 緯來日本台官網（页面存档备份，存于） （繁體中文）

## 節目的變遷
| 富士電視台系列 月九                   | 富士電視台系列 月九                           | 富士電視台系列 月九 |
| ------------------------------------- | --------------------------------------------- | ------------------- |
|                                       | 全力女孩 （2011年7月11日－9月19日）           |                     |
| 得到幸福吧 （2011年4月18日－6月27日） | 我不能戀愛的理由 （2011年10月17日－12月19日） |                     |

| 臺灣 緯來日本台 週一至週五晚上9點   | 臺灣 緯來日本台 週一至週五晚上9點     | 臺灣 緯來日本台 週一至週五晚上9點 |
| ----------------------------------- | ------------------------------------- | --------------------------------- |
|                                     | （2012年2月14日－2月28日）            |                                   |
| 唐吉訶德 （2012年1月30日－2月13日） | 暴走女法醫 （2012年2月29日－3月14日） |                                   |

| 香港 無綫電視J2台 星期六 21:35－22:35    | 香港 無綫電視J2台 星期六 21:35－22:35   | 香港 無綫電視J2台 星期六 21:35－22:35     |
| ---------------------------------------- | --------------------------------------- | ----------------------------------------- |
|                                          | （2012年4月21日－6月30日）              |                                           |
| 月之戀人 （2012年2月18日－4月14日）      | 推理要在晚餐後 （2012年7月7日－9月8日） |                                           |
| 香港 無綫電視J2台 星期一至五 14:00-15:00 |                                         |                                           |
| CITY HUNTER （2014年2月4日 - 3月11日）   | （2014年3月12日 - 3月26日）             | 推理要在晚餐後 （2014年3月27日 - 4月9日） |